# Тахсара
Тахсара (исп. Tajzara) — озёрно-болотная система на засушливом плато Альтиплано в Боливии, расположенное в окрестностях биологического заповедника Кордильера-де-Сама, Юнчара, провинции Хосе-Мария-Авилес.
Состоит из постоянных озёр Пухсара и Лагуна-Гранде и Лагуна-Чика и восьми пересыхающих. Лежит на высотах 3700-3800 м над уровнем моря. Питается водами небольших рек Тахсара, Викуньяёх, Муньяёх, Тукамарка и Торо-Вайкхо. Вода в озёрах солёная, на дне — слой ила. Уровень воды меняется в зависимости от времени года, также отмечается цикл колебаний с периодичностью четыре-восемь лет. Во время дождей площадь достигает 13 км².
Площадь Лагуна-Гранде составляет 1,5 км² в засушливое время и 4,5 км² — в период дождей. Площадь озера Пухсара — 2 и 2,5 км² соответственно. Лагуна-Чика может достигать площади 0,3 км², Патанка — 0,55, Пасахес — 0,4 км².
За год в бассейне выпадает в среднем 307,2 мм осадков. Средняя температура — 6,4 °С.

## Флора и фауна
Территория, включающая бассейн озера, имеет жизненно важное значение из-за своего биологического разнообразия. По этим причинам в 1999 году она была объявлена биологическим заповедником Рамсарской конвенции (международный объект охраны водно-болотных угодий, имеющих большое мировое значение). В районе озера в течение года наблюдается 41 вид птиц, обитающих в водных системах высоких Анд, что составляет около 90 % водных птиц высоких Анд Боливии. Район важен для перелётных куликов, также здесь круглый год концентрируются несколько уязвимых видов водоплавающих птиц высокогорных Анд, андский фламинго, фламинго Джеймса и рогатые лысухи. Озеро привлекает уток и андских чаек.
Обитает четыре вида рыб — Oligosarcus bolivianus, Acrobrycon tarijae, Astyanax bimaculatus, Plecostomus borelli.